# Saint-Ouen-sur-Loire
Saint-Ouen-sur-Loire este o comună în departamentul Nièvre din centrul Franței. În 2009 avea o populație de 519 de locuitori.

## Evoluția populației
| An        | 1975 | 1982 | 1990 | 1999 | 2006 | 2009 |
| --------- | ---- | ---- | ---- | ---- | ---- | ---- |
| Populație | 367  | 408  | 478  | 476  | 500  | 519  |